# Pietro di Nocera (generale)
Pietro di Nocera, I signore di Quisisana (Castellammare di Stabia, ... – ...; fl. XV secolo), è stato un generale e nobile italiano, ammiraglio della flotta aragonese sotto il re Ferdinando II di Napoli.

## Biografia
Figlio del cavaliere e familiare di Alfonso I Pier Giovanni e fratello di Antonetta, moglie del nobile Vincenzo Longobardi, Pietro discendeva dalla nobile famiglia dei Conti di Nocera.
Abile capitano, entrò nelle grazie del principe Ferdinando, il quale, divenuto re, gli affidò la custodia di Castellammare dalle incursioni dei predoni e da lui fu servito nelle guerre contro il Duca d'Angiò. In riconoscenza dei suoi servigi, il sovrano aragonese gli donò la Reggia di Quisisana, che, edificata da Carlo II d'Angiò ed ampliata da Roberto, era stata sino ad allora dimora dei loro successori, come indica l'atto rogato dal notaio Nicola de Masso del 30 gennaio del 1484, dal quale si evince che Francesco Coppola, conte di Sarno, nonché castellano e governatore a vita di Castellammare, il 29 gennaio del 1484 aveva scritto a Giovanni Freapane, allora Capitano della città, la seguente lettera, riportando il contenuto di quella indirizzata al re Ferdinando I di Napoli:
Ferdinando Il, inoltre, sperimentata la singolare competenza di Pietro nelle imprese di mare, come nelle terrestri, lo nominò generale delle sue galee. Successivamente per ragioni ignote gli fu tolto il dominio di Quisisana, essendone stato fatto dono nel 1495 a Pietro Morello, medico di Corte, ma il 18 luglio del 1498 il re Federico d’Aragona convalidò ex novo tale possedimento all’ammiraglio con un diploma. 